# نورث المزال
نورث المزال (به انگلیسی: North Elmsall) یک روستا و محله مدنی در بریتانیا است که در سیتی ویکفیلد واقع شده‌است. نورث المزال (سال۲۰۱۱) ۳٬۸۷۳ نفر جمعیت دارد.